# ジョン・ミリ
ジョン・ミリ（Gjon Mili、1904年11月28日 - 1984年2月14日）は、アルバニア出身のアメリカ合衆国の写真家である。パブロ・ピカソなどの芸術家を撮影しており、『ライフ』誌に掲載された作品で最もよく知られている。

## 生涯
オスマン帝国モナスティル州のコルチャ（現 アルバニア領）で生まれた。幼少期をルーマニアで過ごし、ブカレストの国立ゲオルゲ・ラザル高等学校に入学した。1923年にアメリカに移住した。1939年より、『ライフ』誌の写真家として働き始め、1984年に亡くなるまでその職に就いていた。在職中、有名人や芸術家、スポーツイベント、コンサート、彫刻、建築などを撮影してきた。撮影した中には、スペイン・リビエラのパブロ・ピカソ、フランス・プラードに亡命中のパブロ・カザルス、イスラエルで拘束中のアドルフ・アイヒマンなどもいた。
1937年よりマサチューセッツ工科大学のハロルド・ユージン・エジャートンと共同で仕事をするようになり、一連の動作を1枚の写真に収めるためにストロボ装置を使用した先駆者となった。工学者としての訓練を受け、独学で写真を学んだミリは、電子フラッシュとストロボ光を使って、それまで科学の目的にしか使われて来なかったストロボ写真で芸術的な作品を作り上げた。彼の作品は、肉眼では見分けがつかないほど高速で複雑な動きの、美しさと優雅さを明らかにしている。1940年代半ばには、写真家エドワード・ウェストンのアシスタントを務めた。
1944年にはワーナー・ブラザースが制作した短編映画『ジャミン・ザ・ブルース』(Jammin' the Blues)を監督した。この作品には、レスター・ヤング、レッド・カレンダー、ハリー・エディソン、シド・キャットレット（ビッグ・シド）、イリノイ・ジャケー、バーニー・ケッセル、ジョー・ジョーンズ、マリー・ブライアントなどのジャズ・プレイヤーが出演している。ミリはこの映画の撮影監督は務めていないが（ロバート・バークスが務めた）、この映画ではストロボを使ったマルチイメージの静止画を思い起こさせるような多重画像が使われている。この想像力に富んだカメラの使い方は、ミュージシャンを撮影した映画の中では画期的なものだった。
40年以上の間に、何千枚もの彼の写真が『ライフ』誌や他の出版物に掲載された。
ミリは、肺炎のためコネチカット州スタンフォードで79歳で死去した。